# 레이튼 교수와 마신의 피리
《레이튼 교수와 마신의 피리》(일본어: レイトン教授と魔神の笛), Professor Layton and the Last Specter)는 레벨 5에서 제작, 2009년 11월 26일에 발매한 닌텐도 DS용 게임이다. 레이튼 교수 시리즈 제 2시리즈 제 1탄이다.
제 1작 《레이튼 교수와 이상한 마을》의 3년 전, 레이튼 교수와 루크가 처음으로 만난 시절의 이야기를 다루고 있다.

## 스토리
고고학 교수 레이튼 교수는 자신의 친구 클라크에게서 한 편지를 받는다.
| “ | 나의 오랜 친구, 레이튼. 나는 진지하게 다시 너의 도움을 받아야겠네. 지금 우리 마을은 곤란한 처지에 있네. 밤에 안개에 가려진 수수께끼의 거인이 우리의 마을을 황폐하게 만들고 있다네. 난 네가 이 미칠 것 같은 것을 멈추게 할 수 있을 것이라고 생각하네. 어서 와주게! | ” |

이를 보고 레이튼 교수는 조수 레미와 함께 클라크의 마을로 길을 떠난다.

## 주제가
- 《라프마베티 -네가 나에게 준 것-》

작사・작곡・노래 : 안도 유코

## 평가
| 통합 점수           | 통합 점수 |
| 통합사              | 점수      |
| ------------------- | --------- |
| 메타크리틱          | 83/100    |
| 평론 점수           |           |
| 평론사              | 점수      |
| 어드벤처 게이머즈   | [ 2 ]     |
| 디스트럭토이드      | 7/10      |
| 유로게이머          | 8/10      |
| 패미츠              | 34/40     |
| 게임 인포머         | 8.5/10    |
| 게임 레볼루션       | B+        |
| 게임프로            | [ 8 ]     |
| 게임스팟            | 8/10      |
| 게임트레일러스      | 8.6/10    |
| IGN                 | 9/10      |
| Joystiq             | [ 12 ]    |
| 닌텐도 파워         | 8.5/10    |
| The Daily Telegraph | [ 14 ]    |
| The Escapist        | [ 15 ]    |

| 수상   | 수상                               |
| 평론사 | 수상                               |
| ------ | ---------------------------------- |
| RPGFan | Best Graphic Adventure             |
| IGN    | Best Puzzle Game (People's Choice) |
| IGN    | Best 3DS/DS Story                  |